# Jean-Baptiste Fleuriot-Lescot
Jean-Baptiste Edmond Fleuriot-Lescot o Lescot-Fleuriot va ser un artista escultor i polític revolucionari francès que va aconseguir l'Alcaldia de París, nascut a Brussel·les en 1761 i executat en la guillotina a París el 10 de termidor de l'any II (28 de juliol de 1794).
Fleuriot-Lescot va participar en la Revolució brabançona de Brussel·les l'any 1789, contra l'ocupació d'Àustria, després de la qual cosa es va refugiar en França després de les protestes contra la política de Josep II. Establit a París, va començar a exercir com a arquitecte després d'acabar els estudis d'arquitectura i escultura. Com a escultor va ser autor del bust de Lepeletier, que decora una de les sales de la Convenció Nacional.
La revolució el va dur a aliar-se amb Robespierre, qui li va aconseguir un lloc com a comissari de treballs públics, així com altres càrrecs de caràcter polític. Es va instal·lar a la secció del Museu com a comissionat de l'arquitecte de la Comuna, Poyet. Era membre actiu del Club dels Jacobins i participà en totes les agitacions polítiques tant al Camp de Mart com al Palau de les Teuleries. Membre força actiu dels sans-culottes, va participar en la insurrecció de la Comuna de París. El 13 de març de 1793 va ser nomenat adjunt de Fouquier-Tinville, acusador públic del Tribunal Revolucionari.
Convertit en un dels elements essencials dels montagnards, Fleuriot-Lescot va ser nomenat comissionat d'obres públiques. Després de substituir el Consell Executiu pels comitès executius en germinal de l'any II, el 21 de floreal (10 de maig de 1794) va succeir Jean-Nicolas Pache (compromès amb els hebertistes) com a alcalde de París, càrrec que conservaria durant dos mesos i divuit dies. El 27 de juliol d'aquest mateix any, amb Robespierre tancat al Luxemburg, Fleuriot-Lescot va reunir l'alt consell de la Comuna insurreccional, i publica amb François Hanriot i Claude-François de Payan una proclama en la que enfervoria les masses populars perquè s'aixequessin per la defensa dels seus veritables amics.
Va acollir als partidaris de Robespierrea a la Casa Comunal. Aleshores la Convenció dictà un decret posant fora de la llei l'alcalde i tot el consell de la comuna. El mateix 27 de juliol, Fleuriot-Lescot va ser arrestat juntament amb els seus col·laboradors pels gendarmes que es mantenien fidels a la Convenció, sota les ordres de Léonard Bourdon.
El 28 de juliol, a les dues de la matinada, va ser conduït al Tribunal Revolucionari, i guillotinat al final del dia juntament amb els seus 21 col·laboradors.
Des de l'execució de Fleuriot-Lescot, el càrrec polític d'alcalde de París va ser abolit, fins a la seva restauració l'any 1848.